# Schultesianthus odoriferus
Schultesianthus odoriferus är en potatisväxtart som först beskrevs av Cuatr., och fick sitt nu gällande namn av A.T. Hunziker. Schultesianthus odoriferus ingår i släktet Schultesianthus och familjen potatisväxter. Inga underarter finns listade i Catalogue of Life.